# Občina Dravograd
Občina Dravograd je jednou z 212 občin ve Slovinsku. Nachází se na severu státu v Korutanském regionu. Občinu tvoří 24 sídel, její celková rozloha je 105,0 km² a k 1. lednu 2017 zde žilo 8 856 obyvatel. Správním střediskem občiny je město Dravograd, vzdálené 11 km od Slovinského Hradce, hlavního města regionu.

## Geografie

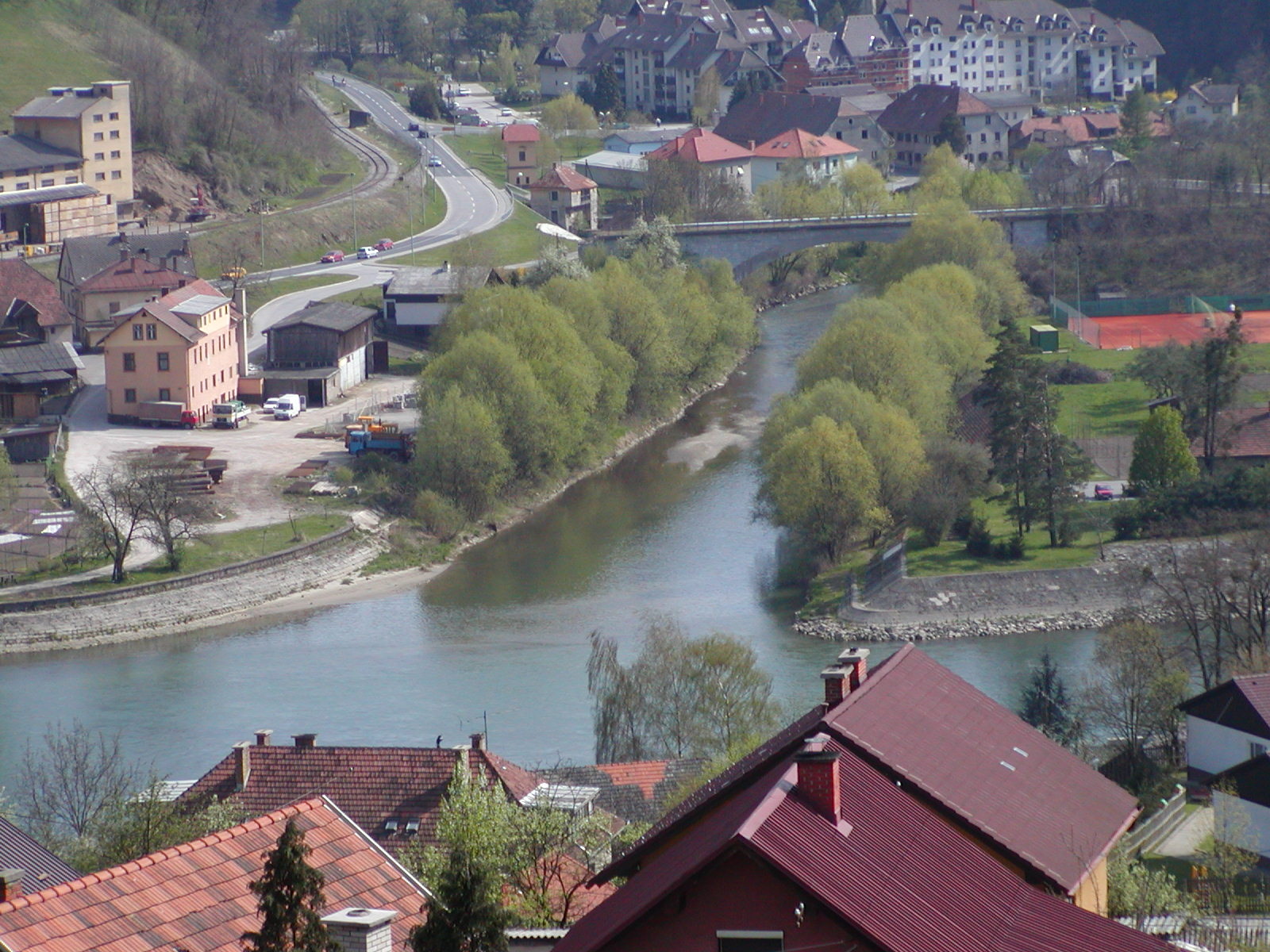
Ústí řeky Meži do Drávy

Občina leží na rozhraní historických území Korutany a Dolní Štýrsko, na severu sousedí s Rakouskem. Rozkládá se na západním okraji pohoří Pohorje. Zhruba středem občiny protéká od západu na východ řeka Dráva, do níž se od jihu vlévá řeka Meža. Při řece Drávě je nadmořská výška od cca 335 až do 370 m. Od řeky k severu se území postupně zvedá až k nejvyššímu vrcholu občiny, hraniční hoře Košenjak (1522 m n. m.). Východně od Dravogradu, na hranici občiny, přesahuje nadmořská výška 1000 m, a to na svazích Šteharskiho vrhu (1018 m n. m.) a Šteknečiho vrhu (1061 m n. m.). Samotné vrcholy však leží již v sousední občině. Pouze v údolích řek Meža a Mislinja je okolo 360 m n. m. Převážná část území občiny je hornatá, porostlá lesy.

## Doprava
Podél řeky Drávy, od hranic s Rakouskem, prochází silnice první třídy č. 1, která směřuje na východ až do Mariboru. V Dravogradu z ní odbočuje k jihu silnice č. 4, která směřuje přes Slovinský Hradec do Velenje a do Celje. Roku 1863 byla dokončena železniční trať Maribor – Dravograd – Celovec (německy Klagenfurt).

## Samospráva
Od roku 2002 je župankou občiny veterinářka Marijana Cigala (*1962 v Slovinském Hradci).

## Členění občiny
Občinu tvoří 24 sídel: Bukovska vas, Dobrova pri Dravogradu, Dravograd, Črneče, Črneška Gora, Gorče, Goriški Vrh, Kozji Vrh nad Dravogradom, Libeliče, Libeliška Gora, Ojstrica, Otiški Vrh, Podklanc, Selovec, Sveti Boštjan, Sveti Danijel, Sveti Duh, Šentjanž pri Dravogradu, Tolsti Vrh, Trbonje, Tribej, Velka, Vič, Vrata.

## Sousední občiny
Občina Dravograd sousedí se 4 občinami: Muta a Vuzenica na východě, Slovinský Hradec na jihu a Ravne na Koroškem na západě. Při severní hranici občina sousedí s Rakouskem, a to s obcemi Lavamünd a Neuhaus.

## Galerie

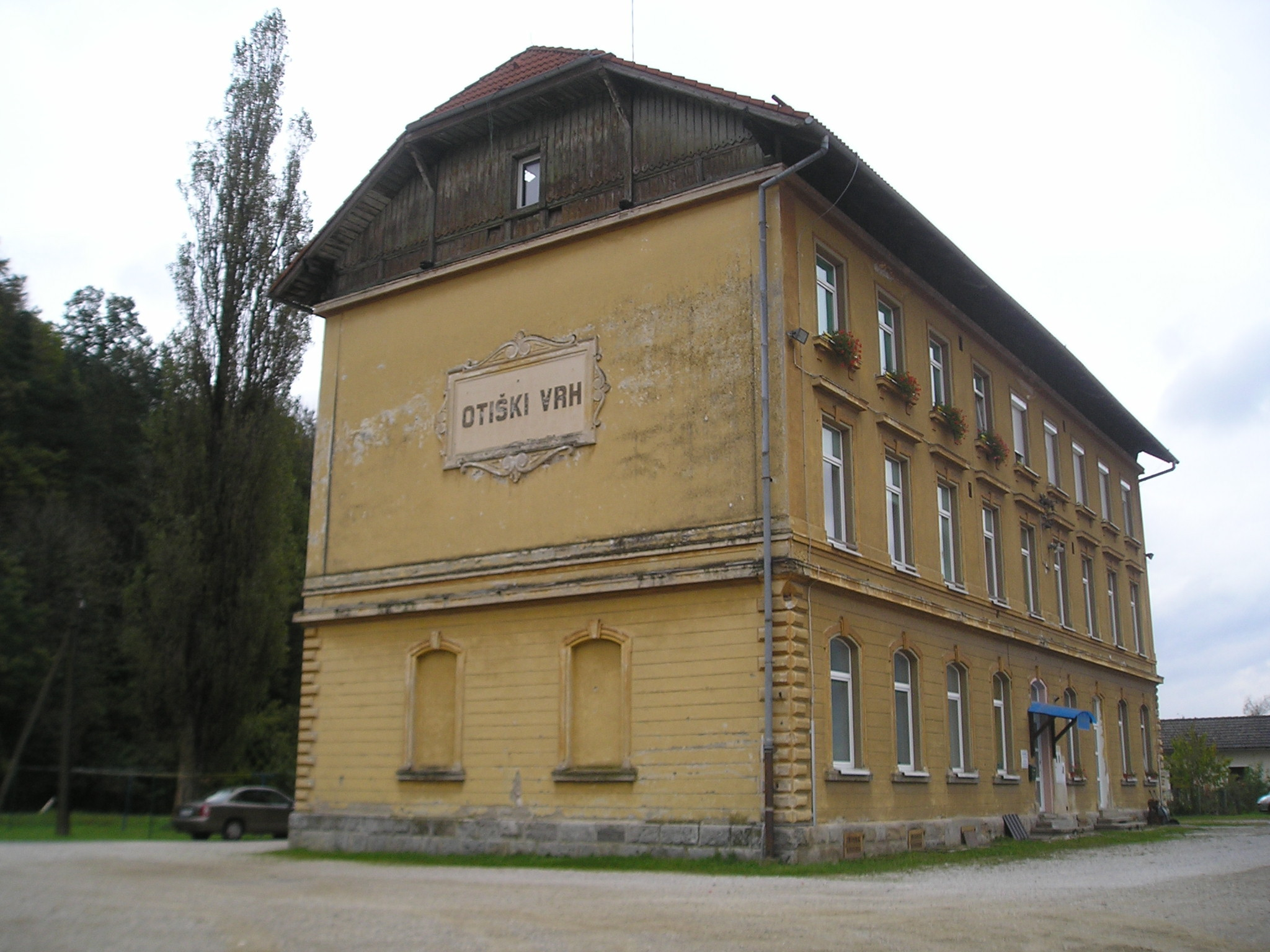
Železniční stanice Otiški Vrh
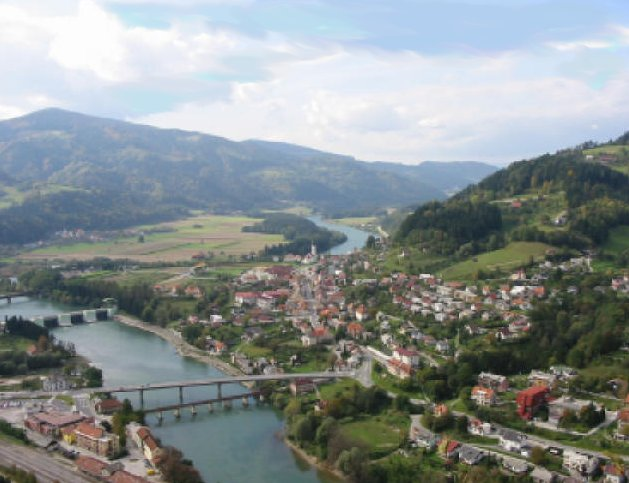
Pohled na Dravograd
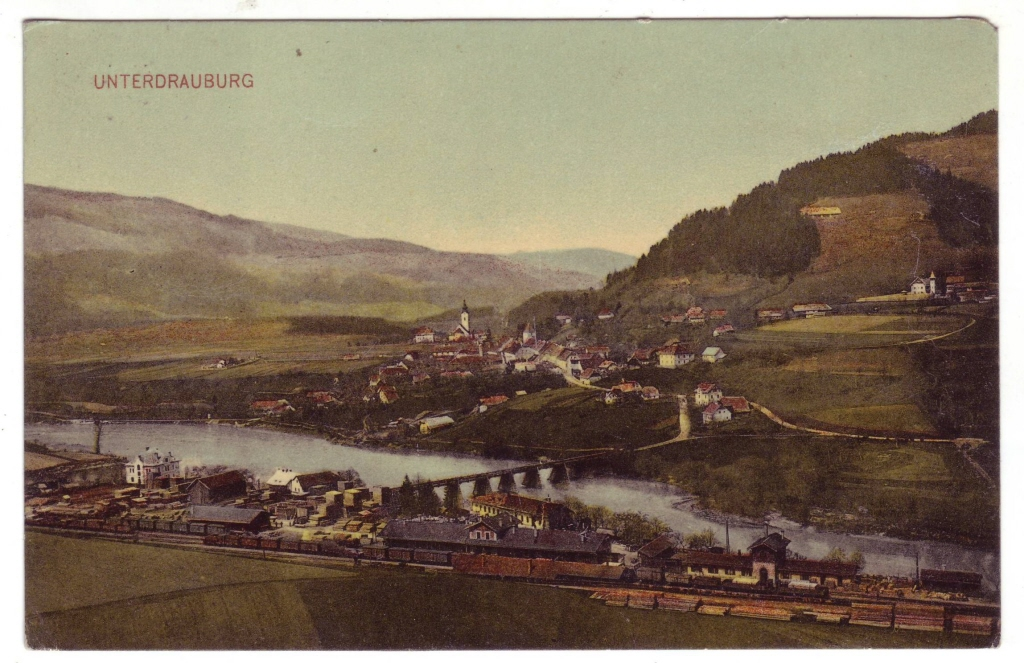
Dravograd v roce 1917
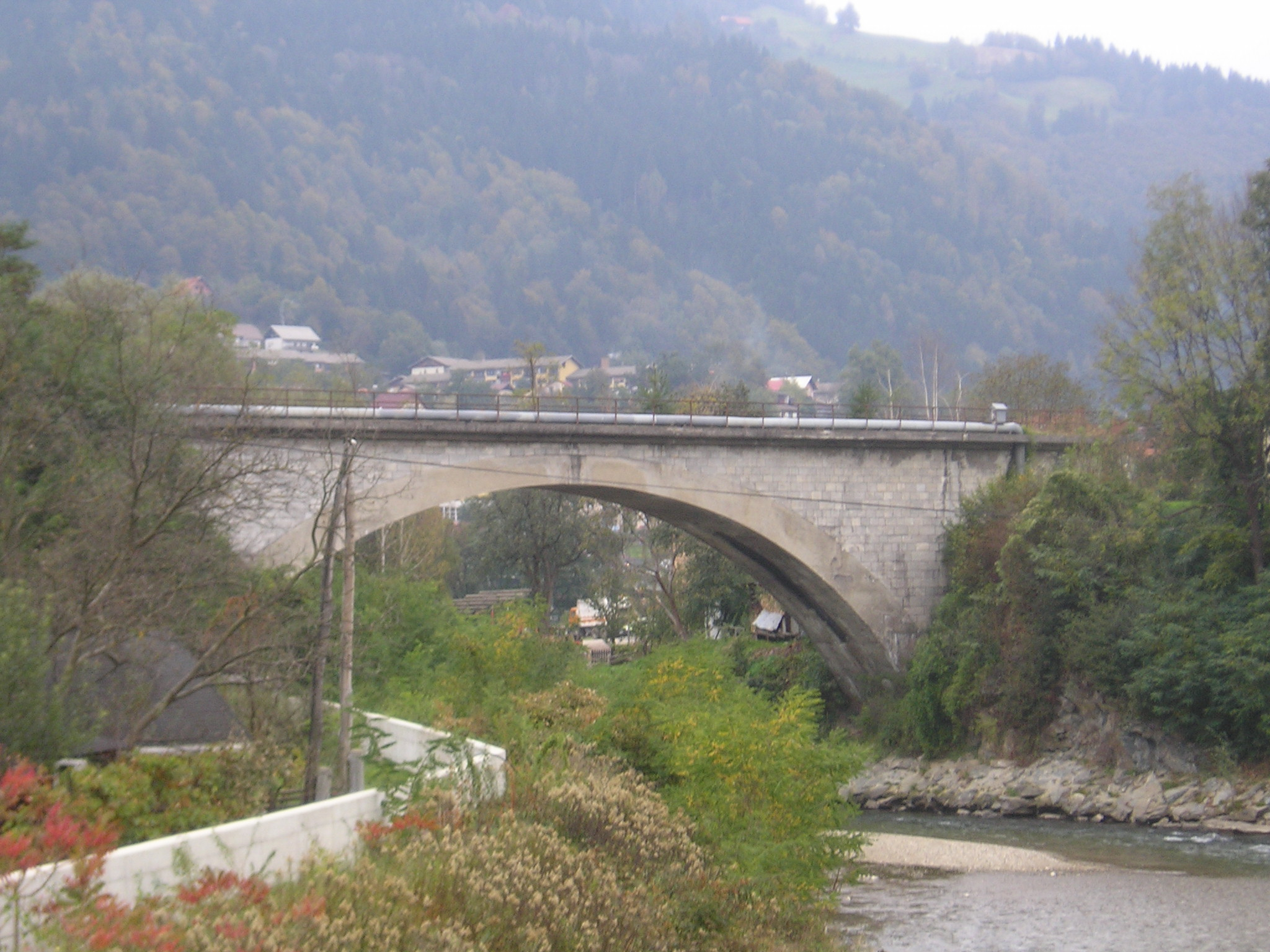
Železniční most přes řeku Mezu
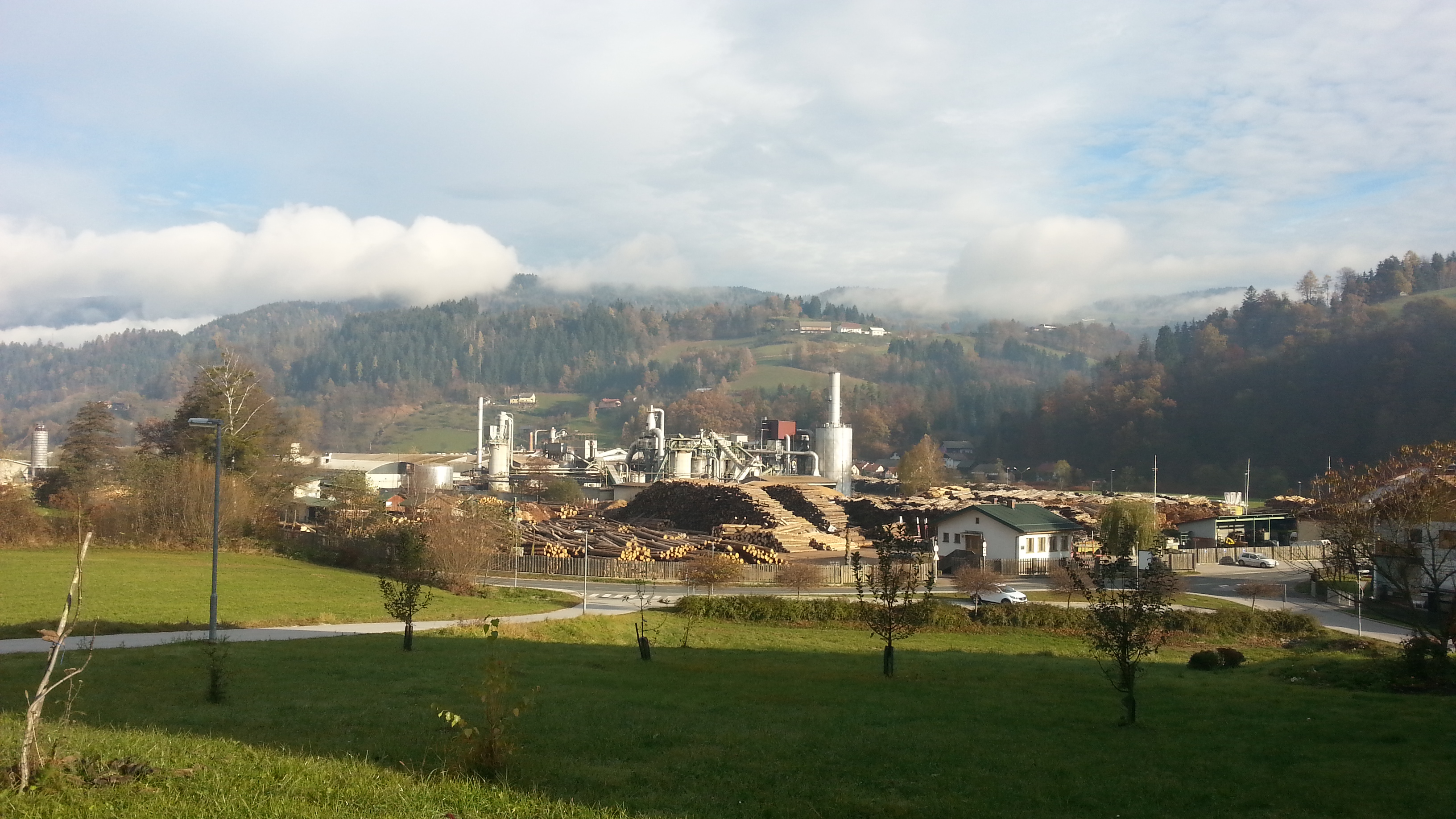
Otiški Vrh